# 土師ダム
土師ダム（はじダム）は、広島県安芸高田市八千代町大字下土師地先、一級河川・江の川本川上流部（かつては可愛川と呼ばれていた）に建設されたダムである。
国土交通省中国地方整備局が管理する国土交通省直轄ダムで、江の川本流に建設された唯一の特定多目的ダムである。堤高50.0mの重力式コンクリートダムで、江の川の治水と、広島市や芸予諸島など広島県中央部への利水を目的としており、分水嶺を通じて太田川水系に導水をしている。広島市の重要な水がめの一つ。ダムによって形成された人造湖は当時の所在自治体であった八千代町に因み八千代湖（やちよこ）と命名され、財団法人ダム水源地環境整備センターが選定する「ダム湖百選」に、当時の八千代町の推薦で2005年（平成17年）に選ばれている。
「土師ダムスポーツランド」が、昭和62年度手づくり郷土賞（水辺の風物詩）受賞。平成18年度には同賞大賞受賞。

## 沿革
「中国太郎」と呼ばれ、中国地方最大の河川である江の川は古来から灌漑のための農業用水で利用されており、三次市を中心とする三次盆地を始め12,000haを潤している。また、断魚渓に代表されるような急流河川でかつ流域面積3,874平方kmである事から水量も豊富で、水力発電の適地でもあった。こうした事から1942年（昭和17年）には支流の神之瀬川に日本発送電株式会社により沓ヶ原ダム（重力式コンクリートダム・堤高19.5m）が完成したのを皮切りに、戦争による中断を挟み1949年（昭和24年）には高暮ダム（重力式コンクリートダム・堤高69.4m）が完成。さらに1953年（昭和28年）には日本発送電分割・民営化により誕生した中国電力株式会社によって江の川本川中流部に浜原ダム（重力式コンクリートダム・堤高19.0m）が完成するなど、現在までに多くの水力発電所が建設されている。
治水事業に関しては、浜原ダム完成の同年に建設省（現・国土交通省）直轄管理河川に指定され、堤防築堤を主体とする河川改修を行っていた。だが、1965年（昭和40年）、江の川流域は6月・7月と連続して大水害に見舞われ各所で堤防決壊等を招き三次市等に莫大な被害を与えた。これを機に建設省中国地方建設局（現・国土交通省中国地方整備局）は「江の川水系工事実施基本計画」を改訂。80年に一度の確率で発生する大洪水（昭和40年洪水）を参考に新たな洪水調節対策を立て、その中心として下土師地点にダムを建設する計画を立てた。

## 補償
ダムは1963年（昭和38年）に予備調査が開始されたが、その時は「下土師ダム」という名称で計画されていた。後に現在の名称へと変更になった。ダムは特定多目的ダム法に基づく建設省直轄事業として建設されることとなり、1966年（昭和41年）より実施計画調査に入った。だが、ダム建設によって下土師部落など203戸が水没することとなるため、「下土師ダム対策委員会」による反対運動が顕在化し補償交渉は丸4年を費やした。だが、1970年（昭和45年）8月21日に補償交渉は妥結し本格的な工事に入った。本体工事期間中に洪水が発生し建設設備が流失する被害もあったが、概ね順調に工事は進展し1974年（昭和49年）3月、8年の歳月を費やして完成した。

## 目的
ダムの目的は三次市までの江の川の洪水調節と不特定利水、支流部へのかんがい、広島市など県中央部への上水道及び工業用水道の供給、そして中国電力による認可出力38,000kWに及ぶ水力発電である。多目的ダムの中では用途が広い。

### 治水

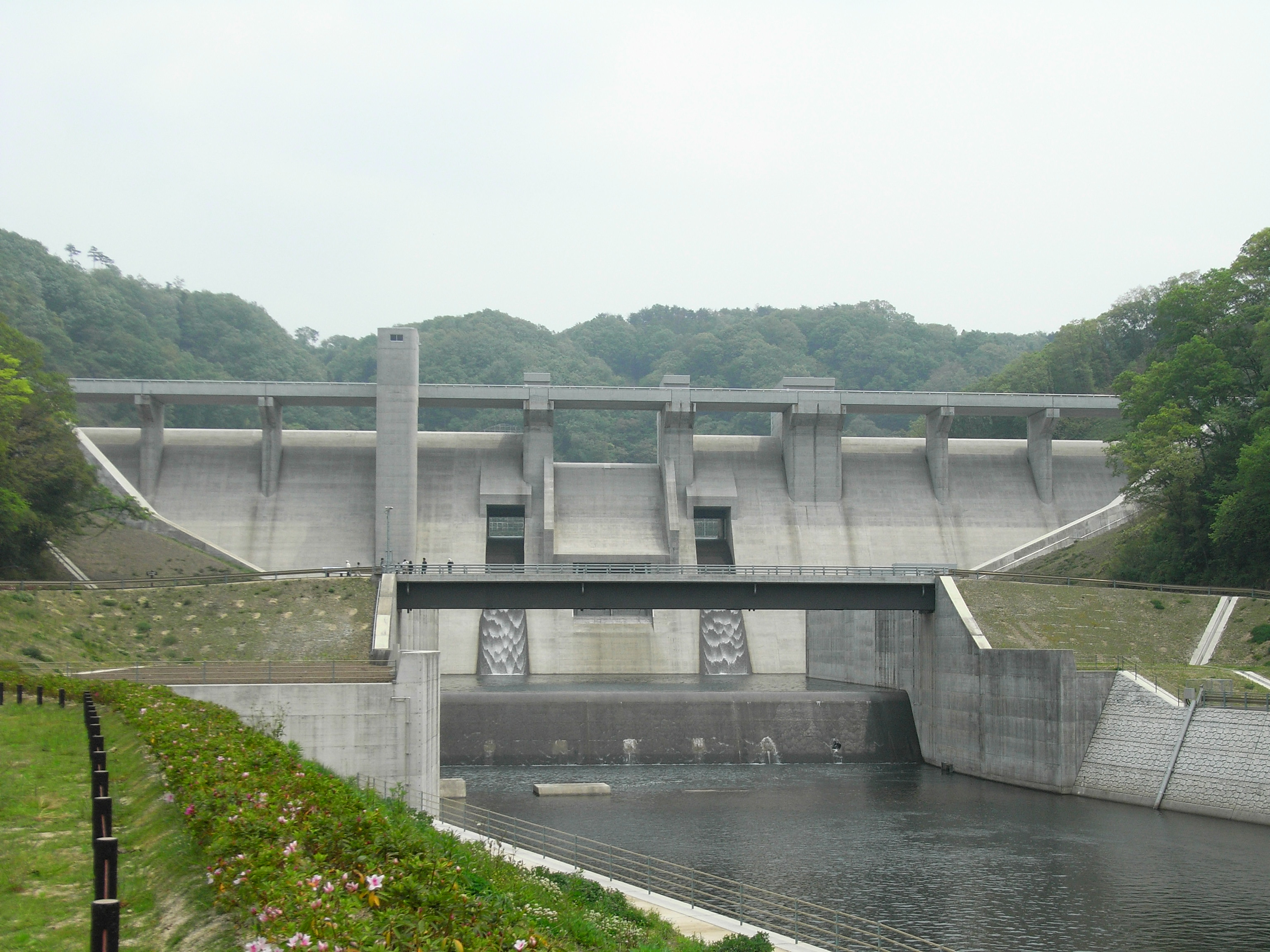
土師ダムと江の川の治水に資する
灰塚ダム（上下川）

治水目的については、江の川における過去最大の洪水流量である昭和40年6~7月豪雨を基準に、ダム地点における計画高水流量・毎秒1,600トンを毎秒500トンに低減（毎秒1,100トンをカット）させる。他の治水事業（堤防改修など）と併せ治水基準点である尾関山地点において毎秒7,600トンの洪水流量を毎秒7,000トンに低減させる。また、不特定利水として毎秒3.0トンの補給を沿岸の既得農地に供給し、慣行水利権分の取水量を維持させる。
これにより江の川本川の洪水調節は図られるが、中国地方の全河川を氾濫させた1972年（昭和47年）7月の「昭和47年7月豪雨」で三次市は壊滅的な被害を受け、建設中の土師ダムも工事設備が流失する被害を受けた。この時は三次市内で14,000戸が浸水し23名の命が奪われた。この被害の原因は三次市内で江の川に合流する西城川と馬洗川が原因であり、馬洗川の堤防決壊が三次市に壊滅的な被害を与えた。これを機に1973年（昭和48年）、土師ダム建設中に「江の川水系工事実施基本計画」が改訂され、既に予備調査が行われていた馬洗川の右支川・上下川の灰塚ダムが正式に事業として1974年（昭和49年）より着手され、32年を経た2006年（平成18年）に完成し土師ダムと共に江の川の治水に資している。

### 利水

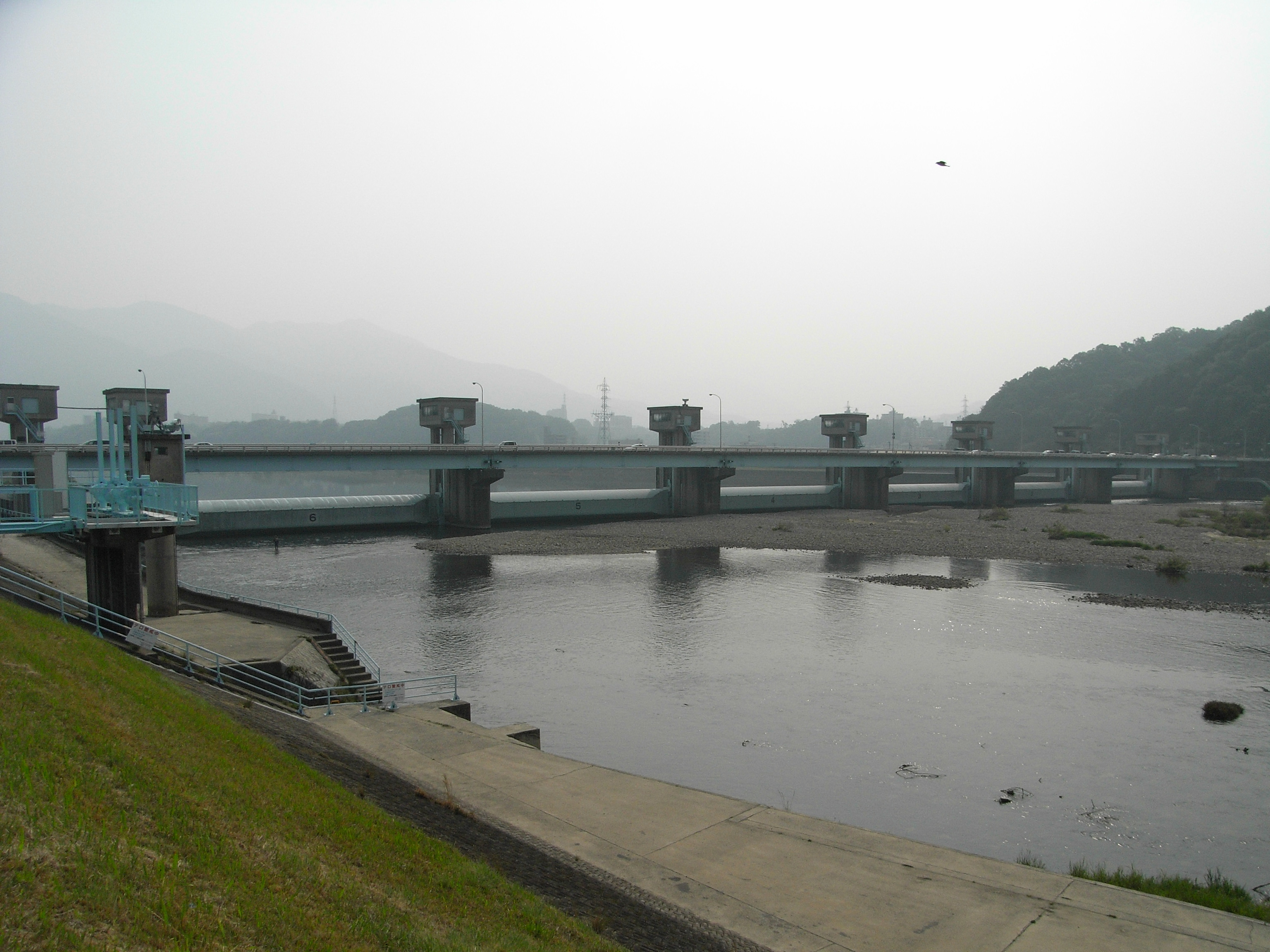
土師ダムからの水を広島市・呉市などへ
送水する高瀬堰（太田川）

土師ダムの場合、他のダムとは異なり大きく離れた場所に発電所を設置している。ダムの水は中国山地を貫く送水トンネルによって広島市安佐北区可部に建設された可部発電所に送水され、ここで発電される。だが、この可部発電所は単に発電機能を有するだけの施設ではない。
戦後、原爆による惨禍から奇跡的な復興を遂げた広島市は急速に人口が増加、上水道の拡充が必須となっていた。また、呉市・竹原市等瀬戸内沿岸は急速に工業地域の整備拡充が進み、それに伴う工業用水の需要もうなぎのぼりとなっていた。こうした事から広島県南部における水需要の逼迫は急を告げており、当時温井ダム（滝山川）等がまだ計画段階にも登っていなかった太田川水系への取水を補強すべく「太田川総合開発事業」と連携した形で土師ダムからの分水嶺を越えた取水を目論んだ。
これに対し豊富な水量を誇る江の川の水を太田川に持って行かれることを危惧した下流の島根県は慣行水利権を盾に反発したが、時代の要請と建設省・広島県との折衝・説得によって分水を最終的には認めることとした。こうして江の川と太田川を結ぶ導水事業は土師ダムの建設事業の一環として組み込まれ、ダムの完成と同時に稼働することになった。ダムから可部発電所まで導水トンネルで送水し発電を行い、その後発電所より放流した水は同じく国土交通省が管理する高瀬堰（太田川）で水量を逆調整した上で再度取水口から用水路を通じて太田川下流へと送水される。こうして土師ダムは分水嶺を越えて広島市・呉市・竹原市・江田島市等島嶼部へ上水道と工業用水を供給する広島県の水がめとなったのである。

## 八千代湖

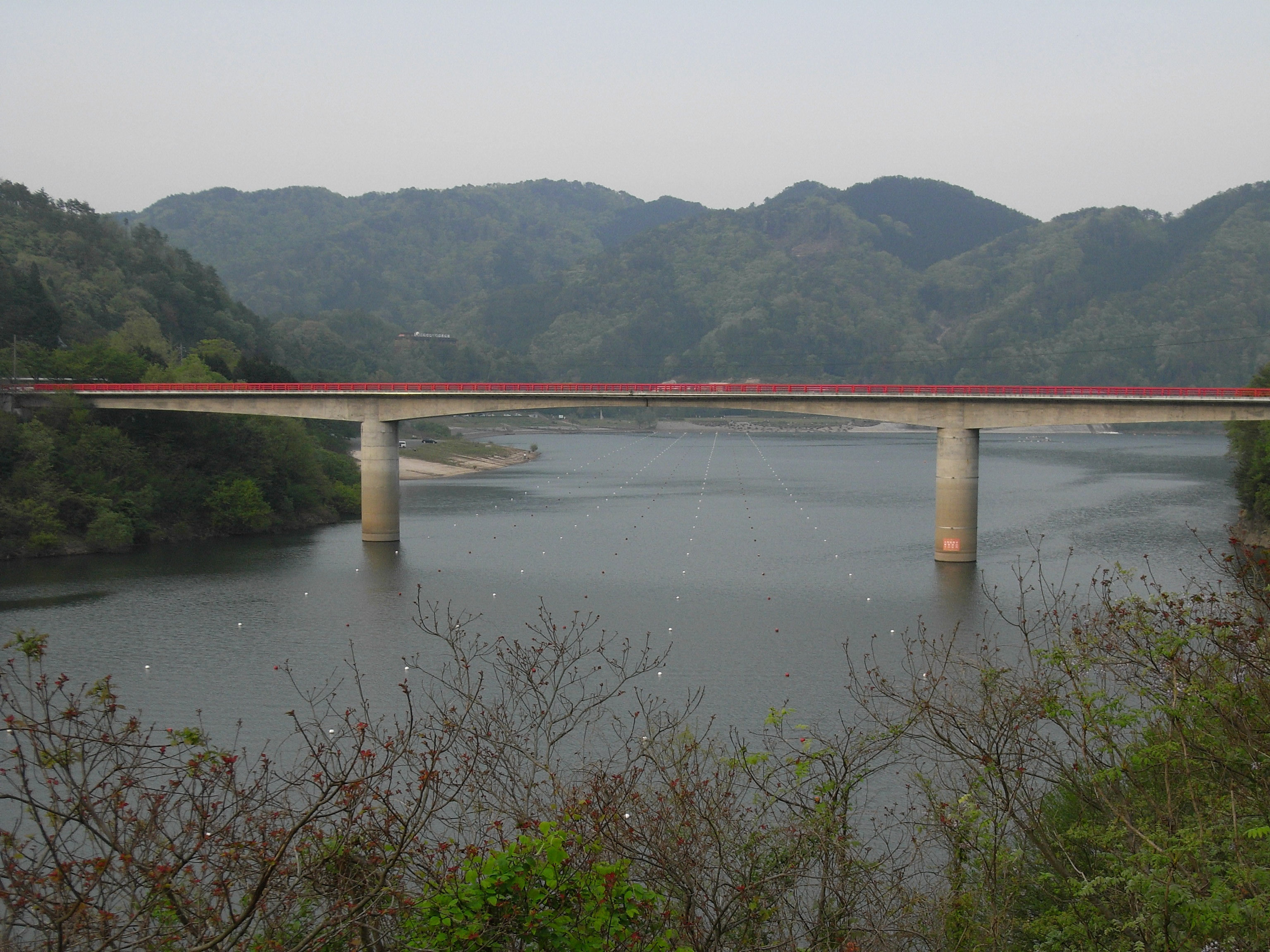
八千代湖と土師大橋
橋の下にあるのはカヌーコース

ダム湖である八千代湖は、広島県北部におけるサクラの名所として知られている。湖畔には全長約20kmにおいて6,000本に及ぶソメイヨシノが春になると咲き誇り、湖畔公園であるのどごえ公園を中心に昼夜問わず花見客が訪れ、賑わいを見せる。だが、寿命が比較的短いソメイヨシノは近年幹の勢いに衰えを見せていることから、ダムを管理する国土交通省中国地方整備局では「土師ダム水源地域ビジョン」を策定して地元である安芸高田市とともにサクラの保守・管理に乗り出している。具体的には有志によるサクラ管理ボランティアによる「桜守プロジェクト」などがある。
また八千代湖は湖面が広く水面も穏やかなことからカヌー競技の適地として、多くのカヌー競技が行われた。1993年（平成5年）10月5日~10月9日にはアジアカヌー選手権大会が行われたのを皮切りに、翌1994年（平成6年）10月2日~10月16日の間広島市を中心に実施された第12回アジア競技大会広島大会においてカヌー競技の会場として使用され、アジア各国の代表が熱戦を繰り広げた。さらに1996年（平成8年）9月8日~9月11日に実施された第51回国民体育大会（ひろしま国体）においてもカヌー競技の会場として使用された。カヌーコースは土師大橋の下に設けられ、毎年8月には八千代湖交流ボート大会が実施される他、練習の場としても利用されている。このほか湖畔道路を利用し毎年11月には土師ダム湖畔マラソン大会が実施され、例年300~400人のランナーが健脚を競う。キャンプ場や運動場なども整備されているが、これらは何れも1994年より建設省によるダム一般開放施策・「地域に開かれたダム」施策の一環である。
土師ダム・八千代湖へは車では中国自動車道・千代田インターチェンジから島根県道・広島県道5号浜田八重可部線に入り、三次市方面に東進し約15分ほどである。公共交通機関では広電バスで広島バスセンターより上根・吉田線「下土師行き」に乗車し、終点下土師バス停で下車し（所要時間約1時間）、その後徒歩で30分~40分で到着する。付近には毛利元就の居城として尼子軍を撃破した堅城・吉田郡山城などがある。

## 参考資料
- 建設省河川局監修・全国河川総合開発促進期成同盟会編　「日本の多目的ダム」1972年版：山海堂　1972年
- 建設省河川局監修・全国河川総合開発促進期成同盟会編　「日本の多目的ダム　直轄編」1980年版：山海堂　1980年
- 国土交通省中国地方整備局　土師ダム管理所
- ダム便覧（財団法人日本ダム協会） 土師ダム
- 国土交通省中国地方整備局　三次河川国道事務所　灰塚ダム管理支所　「灰塚ダムの役割・建設の歴史・維持管理」：2007年